# Colegio Alemán de Barranquilla

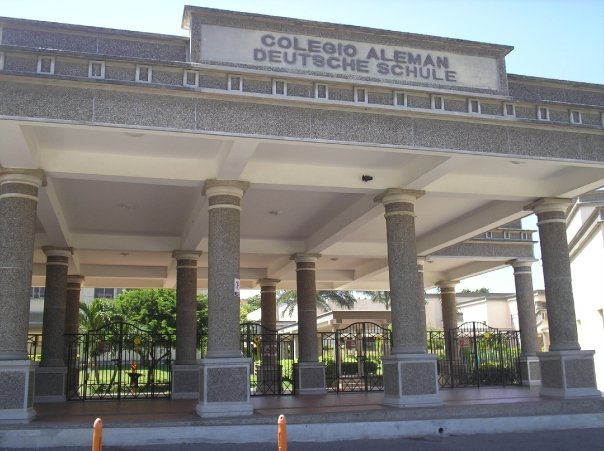
Entrada del Colegio Alemán de Barranquilla.

El Colegio Alemán de Barranquilla es una Institución educativa privada ubicada en la ciudad de Barranquilla, Colombia. Es un Colegio Alemán de Excelencia en el Extranjero, apoyado por el Gobierno de la República Federal de Alemania, que hace parte de una red de alrededor de 140 Colegio Alemanes a nivel global. Fue fundado en 1912 y es el más antiguo de los cuatro colegios alemanes oficiales en Colombia. Es reconocido como un colegio de carácter trilingüe (español, alemán e inglés) y por ser uno de los dos colegios que ofrece el Programa de International Baccalaureate en el Caribe colombiano.
Aparte, en su interior consta de: cafetería, parques, baños en buen estado, ekoparke, etc..

## Historia
Hasta 1940 el colegio ocupó distintas sedes. En este periodo aumentó de tamaño y logró adquirir una sede propia. En esa época ya contaba con 253 alumnos, de los cuales el 26 % eran alemanes, el 65 % colombianos y el 9 % de otras nacionalidades. Poco después de iniciarse la Segunda Guerra Mundial, surgieron dificultades políticas y en enero de 1942, por decreto del gobierno colombiano, fueron clausurados los colegios alemanes en Colombia.
En 1956 el colegio reabre sus puertas, y se inicia otra etapa de desarrollo. El colegio continua expandiéndose, y así, en 1962 se gradúa la primera promoción de bachilleres.
El colegio se sigue desarrollando, apoyado por el gobierno alemán. De la significativa sede de la carrera 51B, el colegio es trasladado en el 2001 hacia la nueva sede, de mayor tamaño, localizada en el kilómetro 6 de la autopista a Puerto Colombia, al noroeste de la ciudad.
A principios del 2003 se inicia el Proyecto del Bachillerato Internacional, International Baccalaureate, en el colegio, programa que se realiza a nivel mundial y que con su diploma, ofrece acceso directo a universidades alrededor del mundo.